# Rose Bowl
Il Rose Bowl è un impianto sportivo multifunzione statunitense di Pasadena.
Capace di 92542 spettatori, ha ospitato nel corso della sua storia eventi soprattutto di calcio e football americano: per quanto riguarda il primo, si cita il relativo torneo olimpico del 1984 incluse le finali dell'oro e del bronzo, gli incontri del campionato del mondo 1994 comprese le finali per il terzo e per il primo posto, nonché la finale del mondiale femminile 1999.
Riconosciuto come monumento storico, è sede delle partite dei Pac-12 Conference e ospita il tradizionale bowl game, l'incontro di football universitario, denominato Rose Bowl Game, che si tiene all'inizio di ogni anno. Dal 1982 vi si disputano anche le partite dell'UCLA Bruins.
Ha ospitato i concerti di alcune delle band che hanno segnato la storia della musica rock e elettronica come Depeche Mode, Pink Floyd, U2 e The Cure.

## Super Bowl
| Data            | Super Bowl | Squadra          | Punteggio | Squadra             | Spettatori |
| --------------- | ---------- | ---------------- | --------- | ------------------- | ---------- |
| 9 gennaio 1977  | XI         | Oakland Raiders  | 32 - 14   | Minnesota Vikings   | 103 438    |
| 20 gennaio 1980 | XIV        | Los Angeles Rams | 19 - 31   | Pittsburgh Steelers | 103 985    |
| 30 gennaio 1983 | XVII       | Miami Dolphins   | 17 - 27   | Washington Redskins | 103 667    |
| 25 gennaio 1987 | XXI        | Denver Broncos   | 20 - 39   | New York Giants     | 101 063    |
| 31 gennaio 1993 | XXVII      | Buffalo Bills    | 17 - 52   | Dallas Cowboys      | 98 374     |

## Olimpiadi 1984
Durante le olimpiadi del 1984  si sono svolte le seguenti partite del torneo di calcio;
| Data           | Ora (PDT) | Squadra    | Risultato    | Squadra        | Fase del torneo  | Spettatori |
| -------------- | --------- | ---------- | ------------ | -------------- | ---------------- | ---------- |
| 29 luglio 1984 | 19:00     | Italia     | 1–0          | Egitto         | gruppo D         | 37 430     |
| 30 luglio 1984 | 19:00     | Brasile    | 3–1          | Arabia Saudita | Gruppo C         | 40 799     |
| 31 luglio 1984 | 19:00     | Italia     | 1–0          | Stati Uniti    | Gruppo D         | 63 624     |
| 1º agosto 1984 | 19:00     | Marocco    | 1–0          | Arabia Saudita | Gruppo C         | 36 909     |
| 2 agosto 1984  | 19:00     | Costa Rica | 1–0          | Italia         | Gruppo D         | 41 291     |
| 3 agosto 1984  | 19:00     | Marocco    | 0–2          | Brasile        | Gruppo C         | 49 355     |
| 5 agosto 1984  | 19:00     | Francia    | 2–0          | Egitto         | Quarti di finale | 66228      |
| 8 agosto 1984  | 18:15     | Francia    | 4–2 (d.t.s.) | Jugoslavia     | Semifinali       | 97 451     |
| 10 agosto 1984 | 19:00     | Italia     | 1–2          | Jugoslavia     | Finale 3º posto  | 100 374    |
| 11 agosto 1984 | 19:00     | Francia    | 2–0          | Brasile        | Finale 1º posto  | 101 799    |

## Coppa del mondo 1994
| Data           | Ora (PDT) | Squadra     | Risultato        | Squadra   | Fase del torneo  | Spettatori |
| -------------- | --------- | ----------- | ---------------- | --------- | ---------------- | ---------- |
| 18 giugno 1994 | 16:30     | Colombia    | 1–3              | Romania   | gruppo A         | 91 856     |
| 19 giugno 1994 | 16:30     | Camerun     | 2–2              | Svezia    | gruppo B         | 93 194     |
| 22 giugno 1994 | 16:30     | Stati Uniti | 2–1              | Colombia  | gruppo A         | 93 869     |
| 26 giugno 1994 | 13:00     | Stati Uniti | 0–1              | Romania   | gruppo A         | 93 869     |
| 3 luglio 1994  | 13:30     | Romania     | 3–2              | Argentina | Ottavi di finale | 90 469     |
| 13 luglio 1994 | 16:30     | Svezia      | 0–1              | Brasile   | Semifinali       | 91 856     |
| 16 luglio 1994 | 12:30     | Svezia      | 4–0              | Bulgaria  | Finale 3º Posto  | 91 500     |
| 17 luglio 1994 | 12:30     | Brasile     | 0-0 (3–2 d.c.r.) | Italia    | Finale 1º posto  | 94 194     |

## Copa América Centenario
| Data          | Ora (EDT) | Squadra numero 1 | Risultato | Squadra numero 2 | Fase del torneo | Spettatori |
| ------------- | --------- | ---------------- | --------- | ---------------- | --------------- | ---------- |
| 4 giugno 2016 | 19:00     | Brasile          | 0 - 0     | Ecuador          | Gruppo B        | 53 158     |
| 7 giugno 2016 | 19:30     | Colombia         | 2 - 1     | Paraguay         | Gruppo A        | 42 766     |
| 9 giugno 2016 | 19:00     | Messico          | 2 - 0     | Giamaica         | Gruppo C        | 82 263     |

## Galleria d'immagini

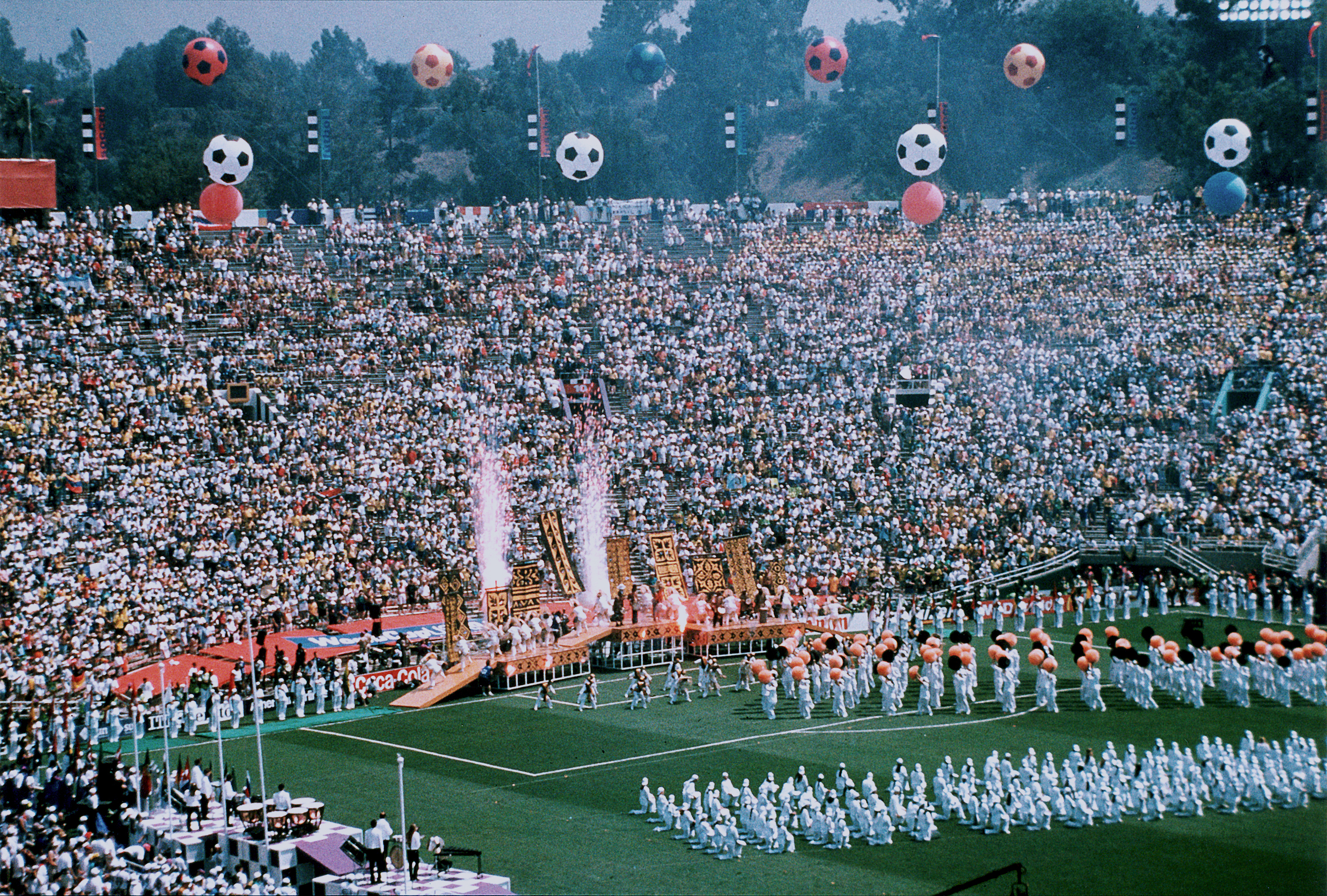
Cerimonia di chiusura Coppa del mondo 1994
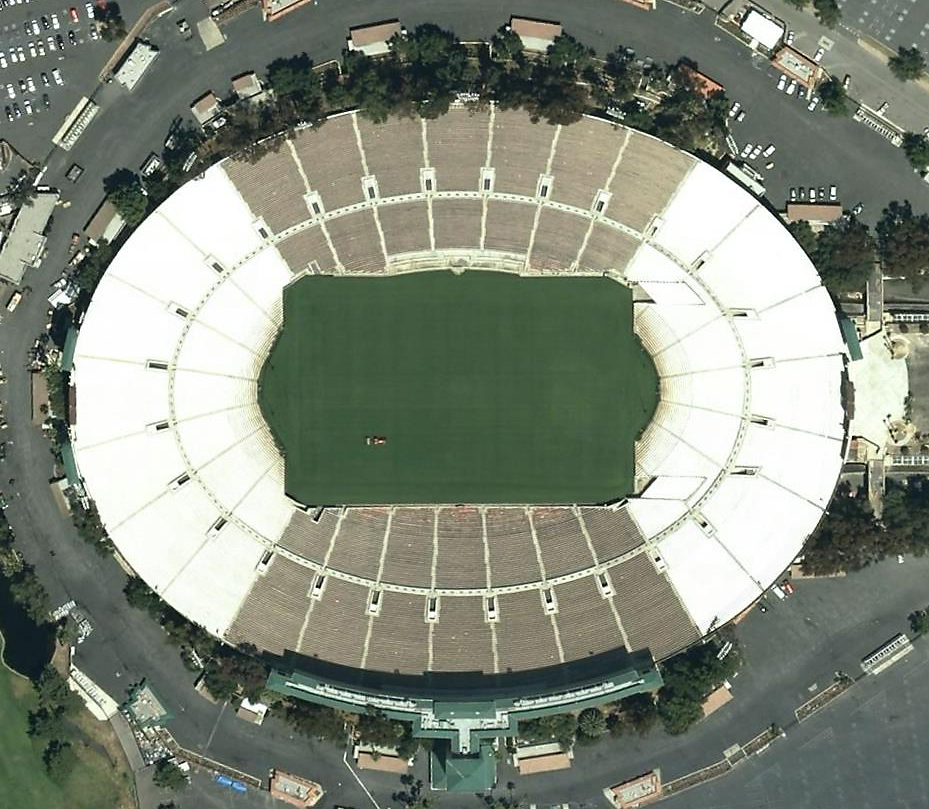
Veduta aerea dello stadio
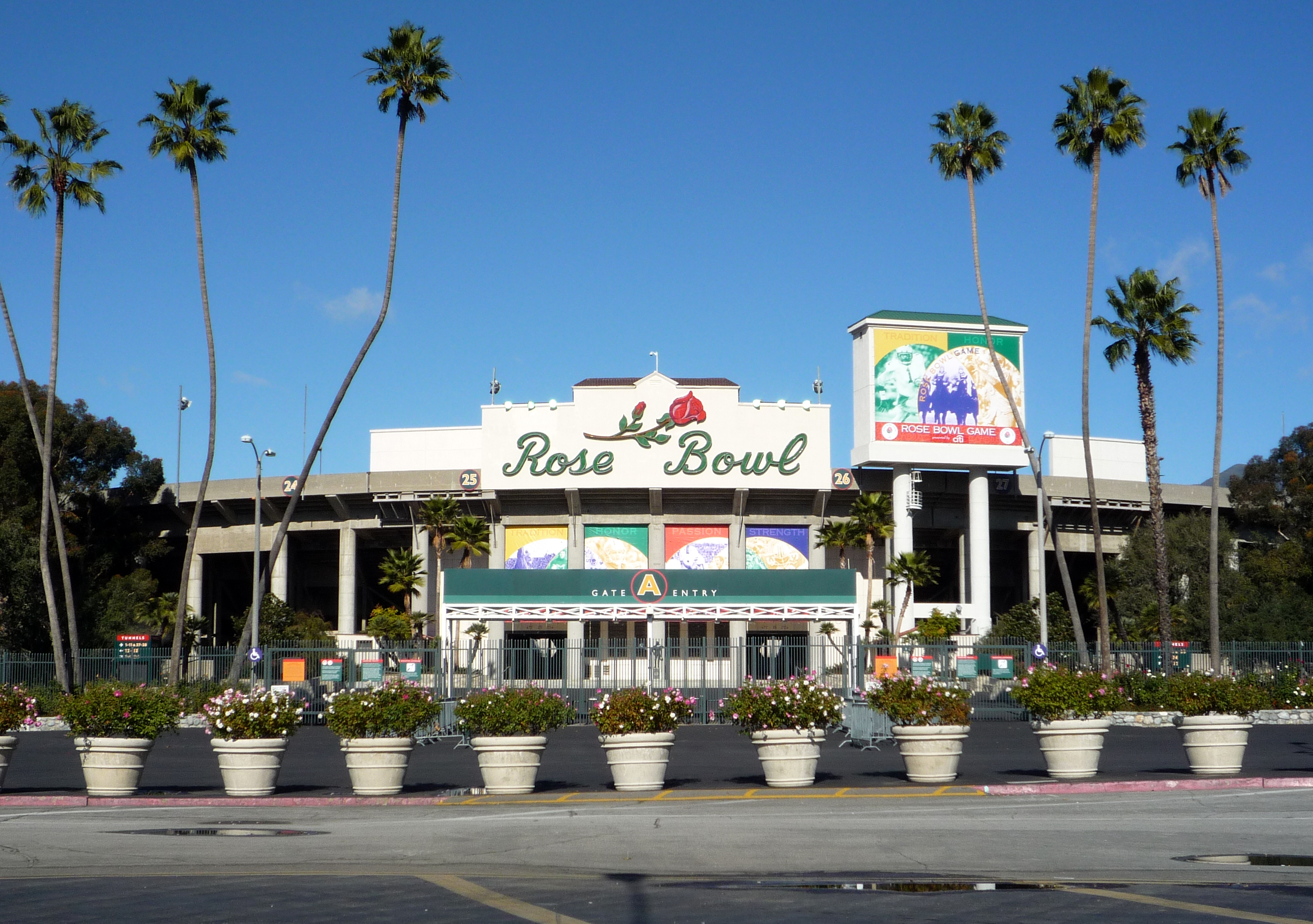
Facciata d'ingresso del Rose Bowl